# Valdemar av Brandenburg
Valdemar av Brandenburg (tyska: Waldemar von Brandenburg eller Woldemar von Brandenburg), även kallad Valdemar den store, född omkring 1280, död 14 augusti 1319 i Bärwalde, var regerande markgreve av Brandenburg från 1308 till 1319. Han tillhörde huset Askanien och var 1302-1308 medregent i Brandenburg samt 1318-1319 förmyndarregent för sin kusin Henrik II av Brandenburg.

## Biografi
Valdemar var son till markgreven Konrad I av Brandenburg (omkring 1240-1304) och Constantia av Polen (död 1281) och därmed dotterson till hertigen Przemyslaw I av Storpolen.
Valdemar avsade sig sina anspråk på hertigdömet Pommerellen och Danzig till förmån för Tyska orden i utbyte mot 10 000 silvermark, med undantag för Stolp och Schlawe som förblev hos Brandenburg. Dessa områden avträddes, tillsammans med Rügenwalde, 1317 i Wolgast till hertigen Vartislav IV av Pommern.
1312 förde han krig mot markgreven Fredrik I av Meissen, tog honom tillfånga och avtvingade honom 14 april 1312 fördraget i Tangermünde. 1316 ockuperade hans styrkor Dresden. 1319 tillföll Züllichau och Schwiebus Brandenburg.
I det så kallade markgrevekriget besatte Valdemars styrkor 1315 Stargard, men förlorade slaget vid Gransee mot Henrik II av Mecklenburg och måste efter freden i Templin 25 november 1317 återlämna Stargard till Mecklenburg.
Valdemar gifte sig 1309 med Agnes av Brandenburg (omkring 1298–1334), dotter till markgreven Herman III av Brandenburg, men äktenskapet förblev barnlöst. Valdemar avled 1319 och efterträddes som regerande markgreve av den minderårige kusinen Henrik II av Brandenburg. När Henrik kort därefter avled 1320 utslocknade den askaniska linjen av markgrevar av Brandenburg.

## Den falske Valdemar
År 1348 utgav sig en äldre man inför ärkebiskopen Otto av Magdeburg för att vara Valdemar, återkommen från en pilgrimsfärd till Jerusalem. Denne "Falske Valdemar" hyllades av flertalet städer i Brandenburg som den siste markgreven av huset Askanien, vars Brandenburglinje då var utdöd, och markgreven Ludvig av huset Wittelsbach tvingades av kejsaren Karl IV tillfälligt lämna ifrån sig markgrevetiteln. Den falske Valdemar härskade över större delen av Brandenburg som markgreve 1348-1350 innan han avslöjades som bedragare, men tilläts leva vid det askaniska hovet i Anhalt-Dessau till sin död 1357.

## Galleri

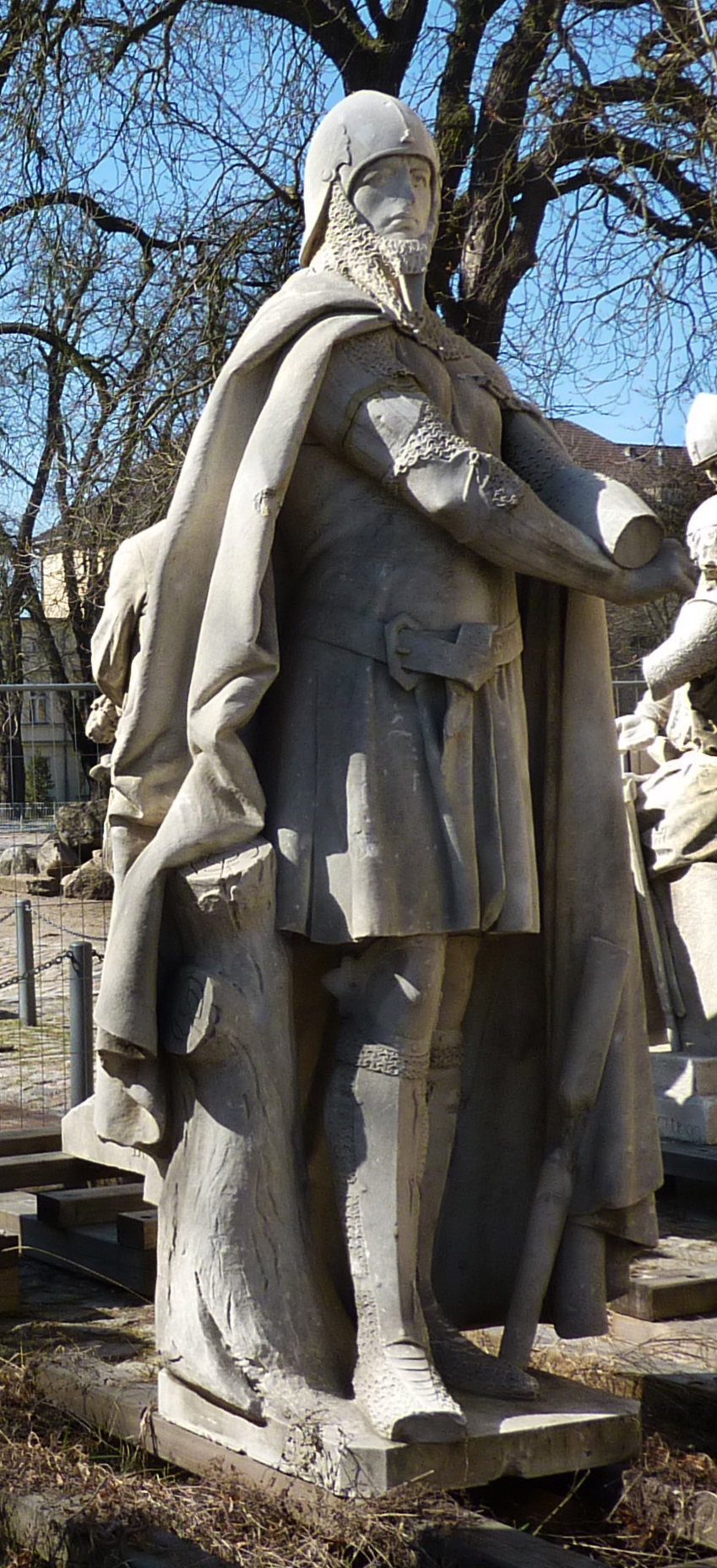
Staty föreställande Valdemar, skulpterad av Reinhold Begas år 1900. Statyn var ursprungligen placerad på Siegesallee i Tiergarten i Berlin och finns idag i Zitadelle Spandau.
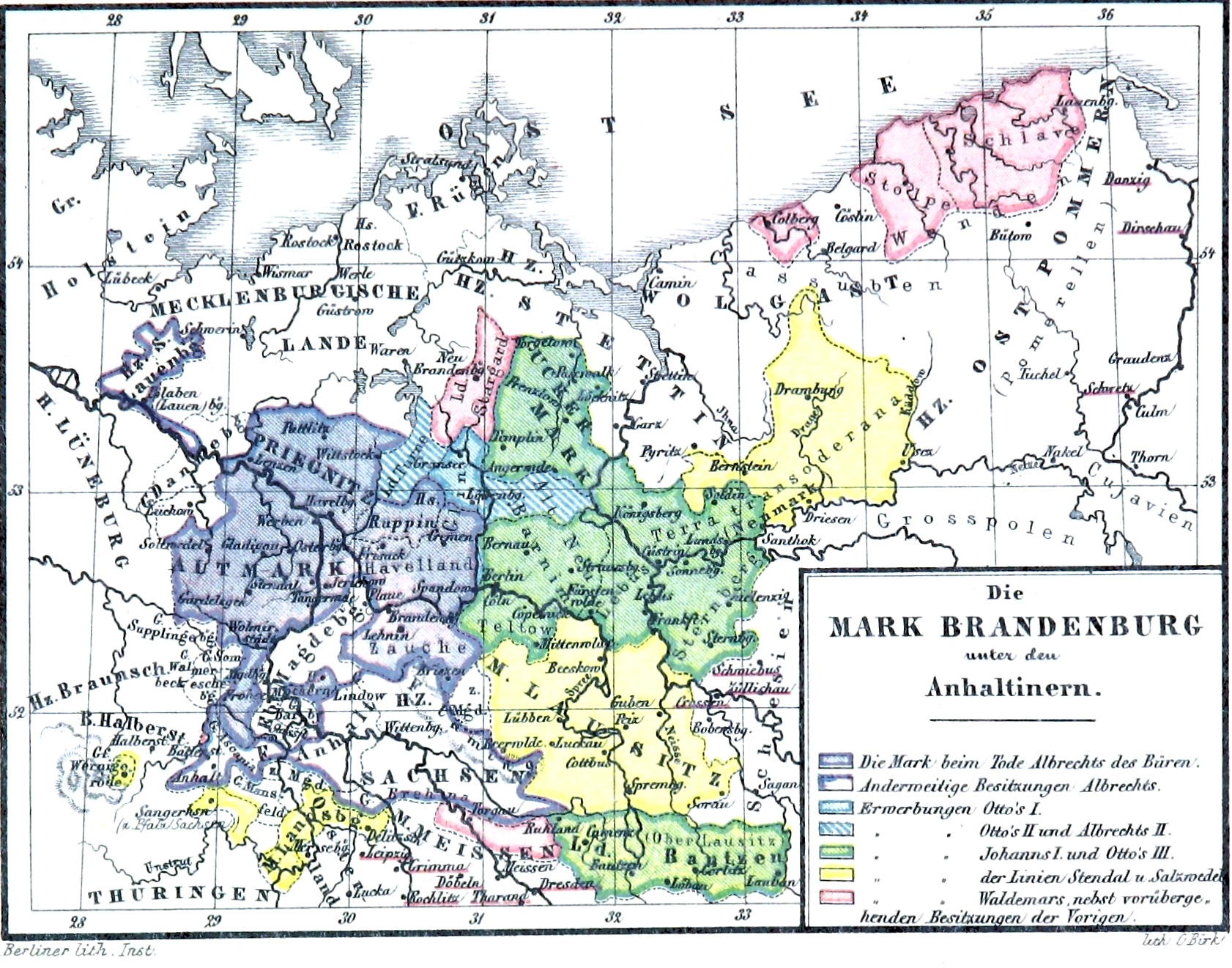
Karta över Markgrevskapet Brandenburgs expansion under huset Askanien.
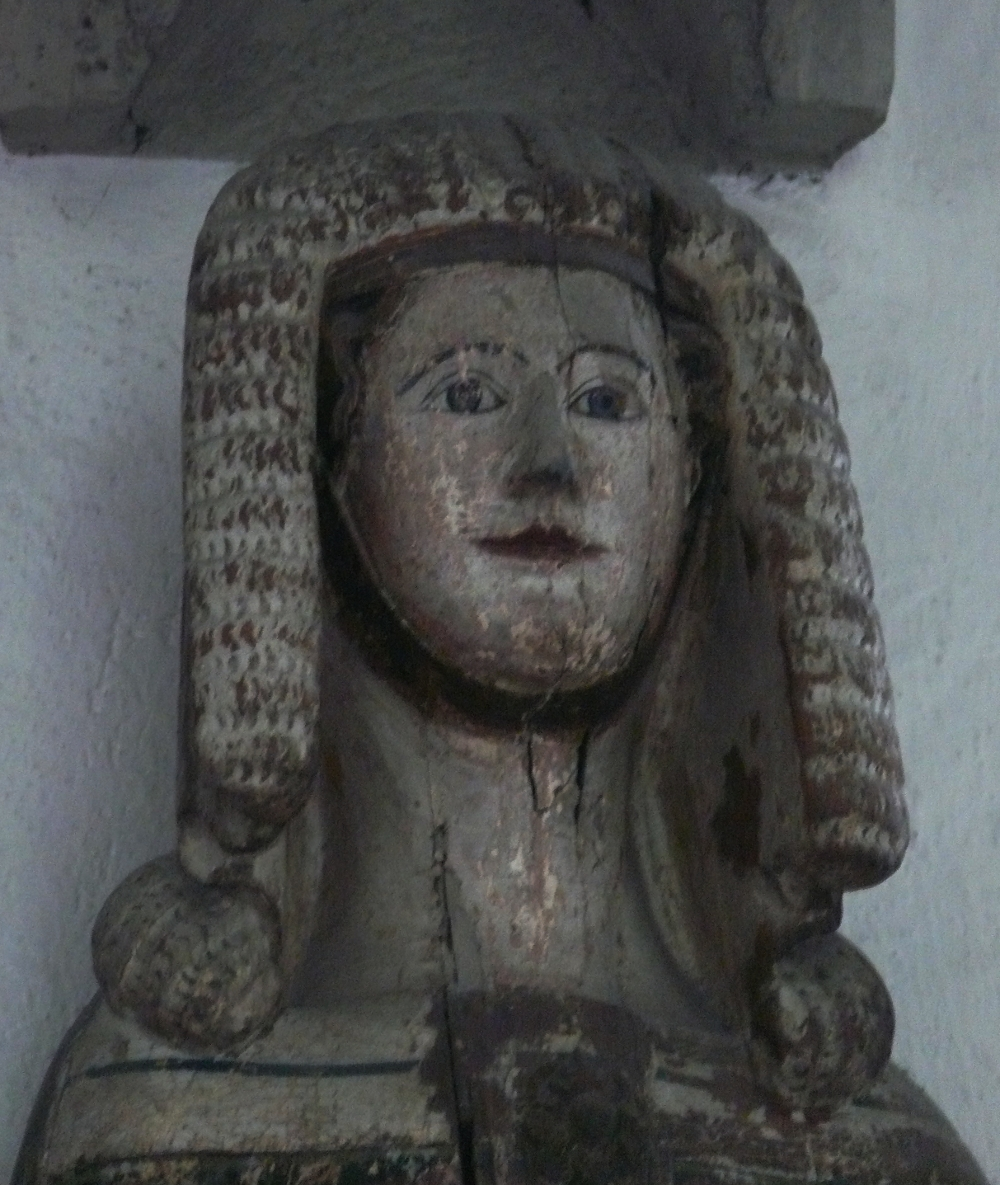
Avbildning av Agnes av Brandenburg i Braunschweigs domkyrka.